# Johann Smidt
Pour les articles homonymes, voir Smidt.
Le Johann Smidt  est une goélette aurique, à coque acier, construite en 1974 sur le chantier naval Cammenga d'Amsterdam aux Pays-Bas.
Acquise depuis 1989 par la Clipper DJS qui s'en sert comme navire-école, elle participe  aux différents Tall Ships' Races organisés par la Sail Training International, en classe B.
Son immatriculation de voile est : TS-G 47.

## Histoire
Cette goélette aurique fut lancée en 1974 sous le nom d’Eendracht comme voilier-école néerlandais de la Stichting Het Zeilend Zeeschip, faisant naviguer des jeunes équipages pour différentes Tall Ships' Races.
En 1989, le voilier est racheté par la Clipper DJS en Allemagne et prend le nom de Johann Smidt, rejoignant d'autres voiliers traditionnels pour l'enseignement de la voile. Il participe depuis à de nombreuses Tall Ships' Races, comme la Tall Ships Races 2013 en mer Baltique.